# Adoxobotys
Adoxobotys é um gênero de mariposa pertencente à família Crambidae.